# Ганнетт, Рут Стайлс
Рут Стайлс Ганнетт (англ. Ruth Stiles Gannett; 12 августа 1923, Бруклин, Нью-Йорк — 11 июня 2024, США) — американская детская писательница.
Наиболее известна благодаря роману «Дракон моего отца» и двум его продолжениям.

## Биография
Родилась 12 августа 1923 года в Бруклине.
Окончила в 1937 году школу City and Country School в Гринвич-Виллидж на Манхэттене. Затем она училась в George School и Вассарском колледже, где получила степень бакалавра химии в 1944 году.
По окончании колледжа переехала в Бостон, где работала в госпитале Boston General Hospital, а затем в — Massachusetts Radiation Laboratory. После этого Рут работала в лыжной базе, а затем вернулась к своим родителям, где и завершила работу над своей самой важной литературной работой. В 1947 году, когда была опубликована её основополагающая книга, вышла замуж за Питера Кана — художника, профессора истории искусств.
Её роман «Дракон моего отца» был опубликован издательством Random House в 1948 году и занял второе место в ежегодной премии Джона Ньюбери за «самый выдающийся вклад» года в американскую детскую литературу. Затем Рут Ганнетт написала ещё два романа из этой серии: «Элмер и дракон» и «Драконы Блюленда». Книги были проиллюстрированы её мачехой — Рут Крисман Ганнетт, а типографика была разработана её мужем — Питером Каном. Книги были переведены на четырнадцать языков.
Также Ганнетт написала ещё два коротких детских романа: «The Wonderful House-Boat-Train» (1949) и «Katie and the Sad Noise» (1961), проиллюстрированные Фрицем Айхенбергом и Элли Симмонс.
У Рут Ганнетт и Питера Кана (1921—1997) было семь дочерей и восемь внуков на момент смерти Кана. В последние годы писательница жила недалеко от Трумансбурга, штат Нью-Йорк, рядом с Корнельским университетом, где её муж проработал сорок лет.
Умерла во вторник 11 июня 2024 года в США в возрасте 100 лет.